# Fardolfo di Saint-Denis
Fardolfo (talvolta anche Fardulfo; in latino Fardulfus) (... – 22 dicembre 806) è stato un abate longobardo, abate di Saint-Denis.

## Biografia
Non vi sono cenni biografici relativi alla vita di Fardolfo prima del 792 anno della sua elevazione ad abate di Saint-Denis. Dal nome, relativamente comune tra la nobiltà longobarda anche nella variante Ferdolfo, si ritiene che sia nato in Italia e che appartenesse ad una nobile famiglia. Inoltre, era stato probabilmente avviato alla carriera ecclesiastica e aveva ricevuto un'ottima istruzione, come dimostrano i pochi suoi scritti sino a noi pervenuti. Alcuni storici pensano che in gioventù fosse vissuto alla corte di Desiderio, l'ultimo re longobardo, anche se non vi è alcuna prova a riguardo.
Venne nominato abate di Saint-Denis da Carlo Magno nel 792. Come riportato negli Annales Regni Francorum, con questa nomina Carlo voleva premiarlo per il suo aiuto in un momento particolarmente drammatico, quando Carlo aveva rischiato il trono e anche la vita. Secondo quanto scritto negli Annales, mentre Carlo si trovava a Ratisbona per trascorrere il periodo estivo, alcuni nobili franchi, insofferenti in particolare dell'autoritarismo della regina Fastrada, si erano accordati per rovesciare ed uccidere Carlo. A capo si era posto Pipino il Gobbo, figlio del re e della concubina di questo, Imiltrude. La congiura fallì proprio grazie a Farfoldo, il quale, venutone a conoscenza, denunciò il tutto. Carlo, per esprimere la propria gratitudine, lo elevò alla prestigiosa carica.
All'epoca l'abbazia di Saint-Denis era una delle principali istituzioni ecclesiastiche del regno franco: il re Pipino ne aveva favorito lo sviluppo sia economico che culturale, facendone di fatto il simbolo dell'unità tra Austrasia e Neustria, progetto politico continuato dal figlio Carlo e dai suoi successori. L'autorità regia si dimostrava dal fatto che tutti gli abati erano di nomina regia.
Fardolfo seguì il re Carlo durante la spedizione contro i Sassoni del 795, portando con sé le reliquie di san Dionigi, santo particolarmente amato dai Franchi fin dai tempi di re Dagoberto I. Secondo la leggenda le reliquie scamparono miracolosamente ad un incendio.
Nel 798 Carlo lo inviò a Roma come suo ambasciatore presso papa Leone III, definendolo nella lettera di presentazione come religiosus abbas e fidelissimus vester. A Roma chiese e ottenne l'elevazione della sede di Salisburgo al rango arcivescovile e il relativo titolo per il vescovo Arno. Nell'802 gli venne conferito il missaticum per la parte settentrionale dell'arcivescovato di Sens, in parallelo a Stefano, conte di Parigi.